# Menagerie (Belvedere)

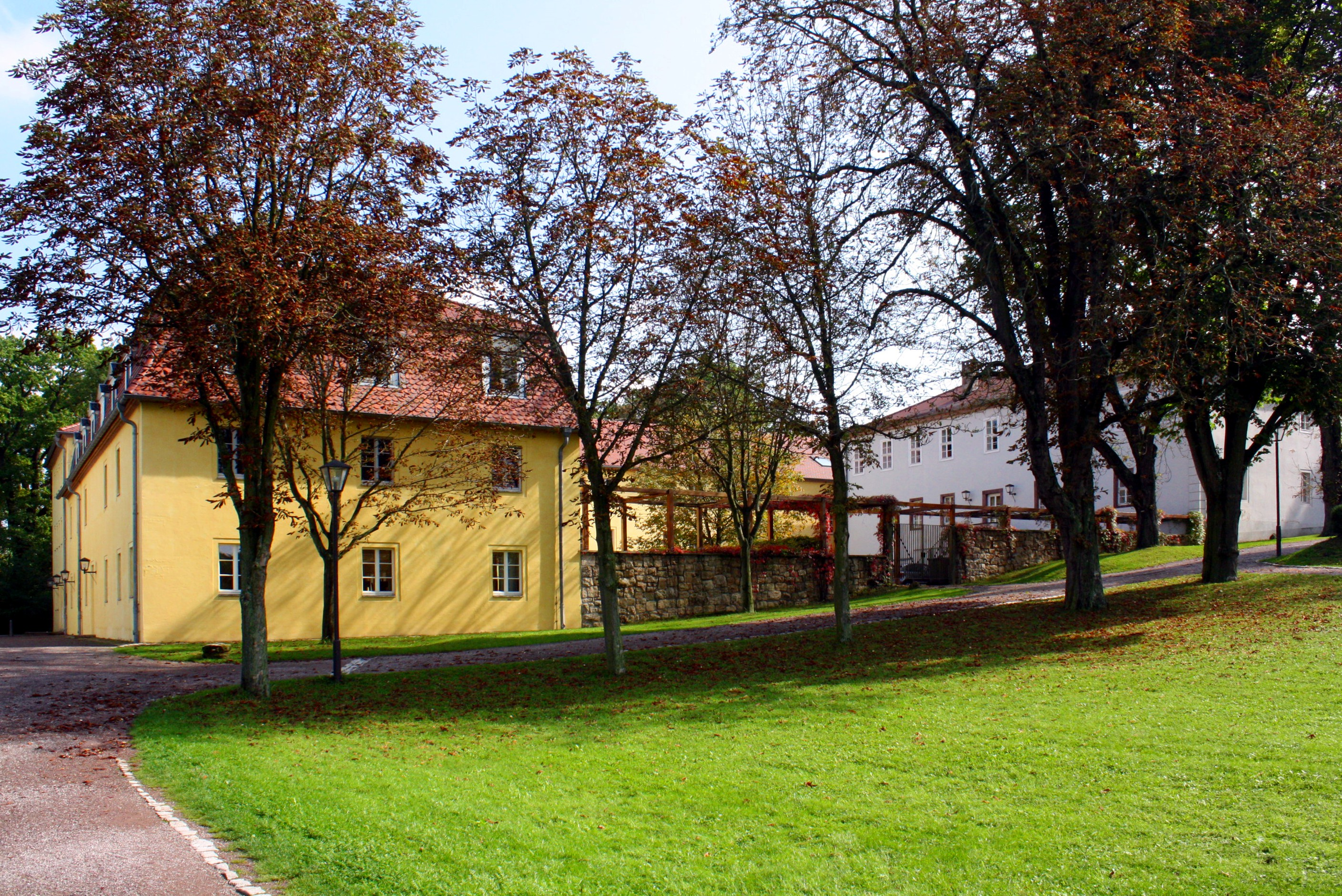
Dreiseithof des Musikgymnasiums, rechts der Alte Gasthof

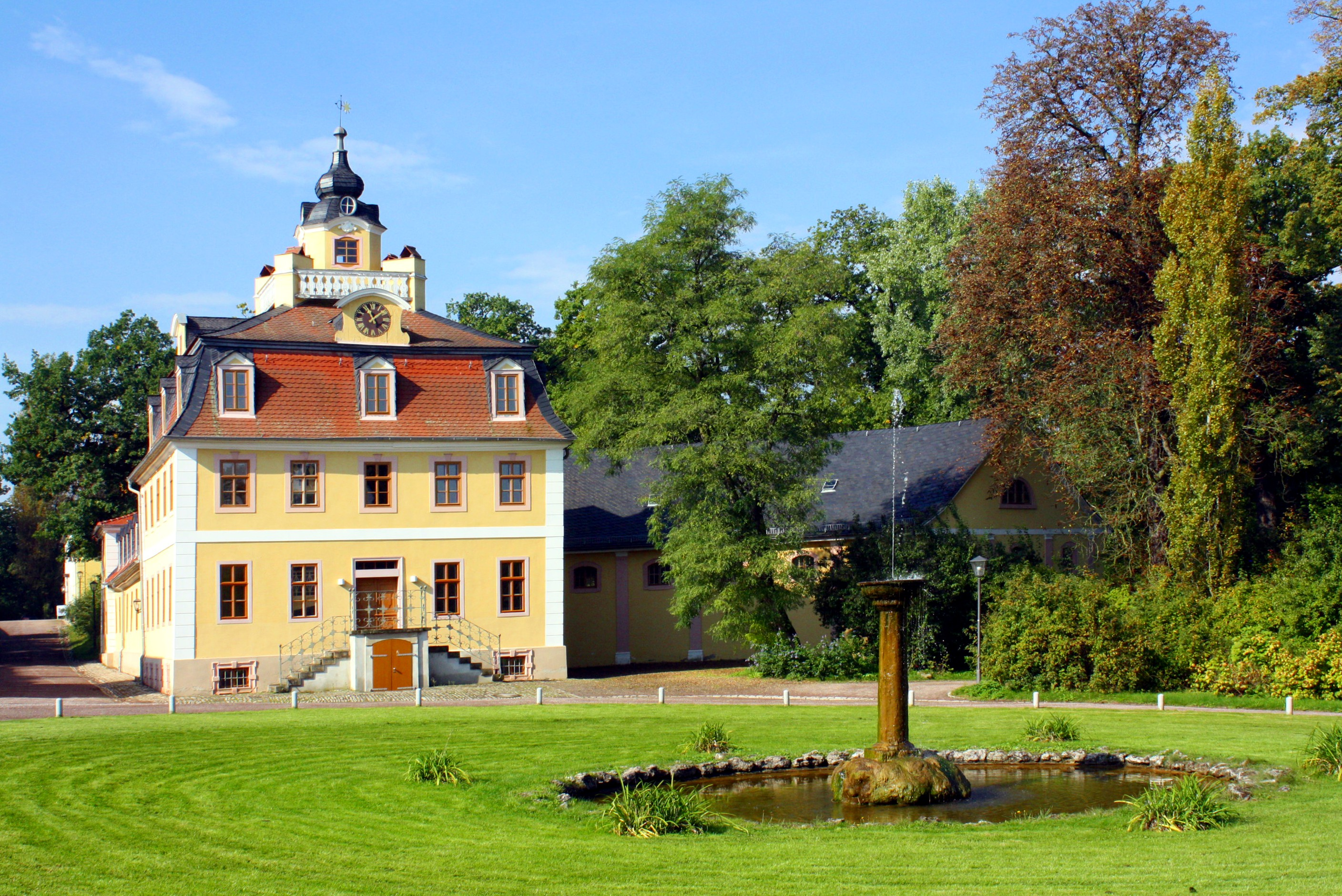
Sog. Mozarthaus des Musikgymnasium Schloss Belvedere Weimar, rechts Bogenhaus

Die ehemalige Menagerie im Bereich des Schlossparks von Belvedere bei Weimar ist Teil einer Barockanlage, die aus mehreren Teilen besteht bzw. bestand.

## Geschichte
Die Menagerie entstand zwischen 1726 und 1740 nach dem Vorbild einer zentrumsorientierten Radialanlage der von Versailles. Die Entwürfe hierzu stammen wie die meisten der Gebäude aus dieser Zeit von von Johann Adolph Richter und Gottfried Heinrich Krohne. Sie gehört zum ursprünglichen Zweck der Anlage von Belvedere, herzogliches Jagdhaus und Menagerie zu sein.
Es wurde 1722 die Fasanerie von München hierher auf die Eichenleite verlegt. Über das Aussehen derer ist nichts bekannt. Die Menagerie wurde in mehreren Phasen erweitert, in welcher diese 1730/31 integriert wurden. Erweiterungsbauten für Stallungen u. a. für Schafe sind von 1735 bis 1737 belegt. Mit dem Tod von Ernst August I. 1748 war auch das Ende der Anlage besiegelt, da die Unrentabilität der Tiersammlung in 20 Gehegen bzw. einiger Vogelhäuser festgestellt wurde. Die Jagdleidenschaft verbunden mit dem Bau zahlreicher Jagd- und Lustschlösser und der absolutistische Lebensstil über die realen Verhältnisse hinaus von Ernst August, der den Sonnenkönig nachahmte, brachten das Duozezfürstentum an den Rand des Staatsbankrottes. Wie umfangreich die Jagden des Herzogs waren und wie aufwendig, lässt sich anhand einer Untersuchung von Ilse-Sibylle Stapff nur erahnen. In die Staatsfinanzen insgesamt brachten erst wieder Herzogin Anna Amalia und Goethe wieder geordnete Verhältnisse.
Die eigentliche Menagerie war direkt vor der Südfront des Schlosses angeordnet, sodass von dessen Beletage auf die 20 Gehege hinabgeblickt werden konnte. Etwa zeitgleich wurde mit dem Bau der Orangerie begonnen, die ebenfalls mehrere Entwicklungsphasen aufweist. Nicht alle Gebäude, die zur Menagerie gehörten, sind erhalten geblieben. Auf einem Teil entstand das Studiotheater Belvedere Weimar.
Im unmittelbaren Schlossbereich sind die Anbauten an den Kavaliershäuser und am Dreiseitenhof hinter dem Alten Gasthof in der Nutzung der Hochschule für Musik Franz Liszt Weimar und dem Musikgymnasium Schloss Belvedere.